# Caso Periodistas de La Nación contra Costa Rica
El caso Periodistas de La Nación contra el Estado (conocido también como caso Parque Viva) fue un proceso conocido por la Sala Constitucional de la Corte Suprema de Justicia de Costa Rica en el cual un grupo de trabajadores del diario La Nación denunció al presidente Rodrigo Chaves Robles y a la ministra de Salud Joselyn Chacón Madrigal por violaciones a la libertad de prensa tras el cierre de un parque recreativo propiedad del grupo económico del cual el periódico forma parte, en represalia por las publicaciones que revelaron que Chaves había sido sancionado por el Banco Mundial por acoso sexual y otras notas de prensa críticas a la gestión presidencial y de gobierno.
La denuncia fue presentada el 29 de julio de 2022 mediante la figura del recurso de amparo, se tramitó bajo el expediente 22-016697-0007-CO y fue resuelta el 21 de octubre del mismo año mediante la sentencia 2022-25167, la cual se hizo pública el 7 de diciembre.
En el caso, el tribunal constitucional analizó el uso o aplicación por parte del Estado de restricciones indirectas a la libertad de expresión y prensa y la protección de la que gozan los negocios vinculados a medios de comunicación que tienen como fin diversificar sus fuentes de ingresos, dada la debacle económica experimentada por la industria de la información desde el auge de la Internet y en especial la migración de la pauta publicitaria a sitios como Facebook y Google.

## Antecedentes

### La Nación
La Nación es el periódico de referencia en Costa Rica fundado el 12 de octubre de 1946 con un capital de casi 1 millón de colones aportado por 188 accionistas, en su mayoría personas del sector agrícola, industriales y abogados y entre los que se encontraban el estadista Manuel Jiménez de la Guardia, Manuel de Mendiola Zaldívar, el caudillo fundador de la Segunda República José Figueres Ferrer, el político y diplomático Gonzalo Facio Segreda, el expresidente Francisco J. Orlich, el diputado Luis Demetrio Tinoco Castro y el canciller Rodrigo Madrigal Nieto.
El primer presidente de la junta directiva del periódico fue Alfredo Echandi Jiménez (hermano del expresidente Mario Echandi Jiménez), el vicepresidente, Jaime Solera Bennett; el secretario, Édgar Odio González; el tesorero, Manuel Mendiola Zaldívar; y los vocales, José Victory Marchena, Ramón Aguilar Castro, Alberto Cañas Escalante, Roberto Cañas Escalante y Ramón Herrero Herrero.
La Nación se fundó como un periódico independiente con línea anticomunista; sin embargo, en la década de los 70 se mostró favorable a la reforma constitucional del artículo 89 que eliminó la proscripción del Partido Comunista.
El 12 de octubre de 1978, debido a su creciente planilla y más rotativas, se trasladó a Llorente de Tibás, por lo que popularmente se le conoce como «el diario de Llorente» donde ha permanecido desde entonces.
La Nación forma parte del Grupo Nación, un grupo de poder económico cuyos principales accionistas son la familia Jiménez y cuyos miembros poseen acciones en empresas importantes de Costa Rica, como la productora de cervezas y bebidas Florida Ice & Farm Company (FIFCO). Dicho grupo es uno de los conglomerados mediáticos más importantes de Centroamérica y, antes del auge de la Internet, tenía la mayor concentración de ingreso publicitario y tiraje de periódicos impresos. Había logrado regionalizarse con operaciones en Nicaragua, El Salvador, Honduras, Guatemala y Panamá, pero fue mermado con el pasar de los años.
El Grupo Nación llegó a tener gran variedad de medios de comunicación, incluidos tres periódicos aún en circulación: La Nación, La Teja y El Financiero; tres revistas: Perfil, Sabores y Más Correr; tres radioemisoras: Los 40 Principales (104.3 FM), Bésame (89.9 FM) y Qué Teja (91.5 FM), así como plataformas digitales para creación de sitios web, ordenar alimentos, encontrar personas con gustos intereses similares y compra de boletos para espectáculos públicos. Ha realizado dos inversiones importantes: una en 2014 para la construcción de una nueva redacción por 2750 millones de colones y otra en 2015 por 23 000 millones de colones para la inauguración del Parque Viva.
En 2013, el periódico llegó a un acuerdo conciliatorio en sede judicial por el caso conocido popularmente como «rotativas» y donde se le acusaba de maniobras de evasión fiscal. Con dicho acuerdo siguió el despido de más de 150 empleados y el cierre de cuatro medios de comunicación que formaban parte del grupo: el diario deportivo Al Día, el diario Ahora, la revista de arquitectura y urbanismo SuCasa y la revista Soho.
A partir de 2014, sus ingresos empezaron a decaer a un promedio de 6031 millones de colones al año (24 %) y llegó a reportar pérdidas de utilidades netas en los años 2015 y 2016 por 1501 millones de colones y 1983 millones de colones, respectivamente.
En 2014, La Nación realizó dos emisiones de bonos en la Bolsa Nacional de Valores de Costa Rica por 10 mil millones de colones y otra por 11 mil millones de colones. Parte de esas inversiones fueron adquiridas por las operadoras de pensiones del Banco de Costa Rica, de la Caja Costarricense de Seguro Social y del Banco Popular con vencimientos en los años 2024 y 2025.

### Parque Viva

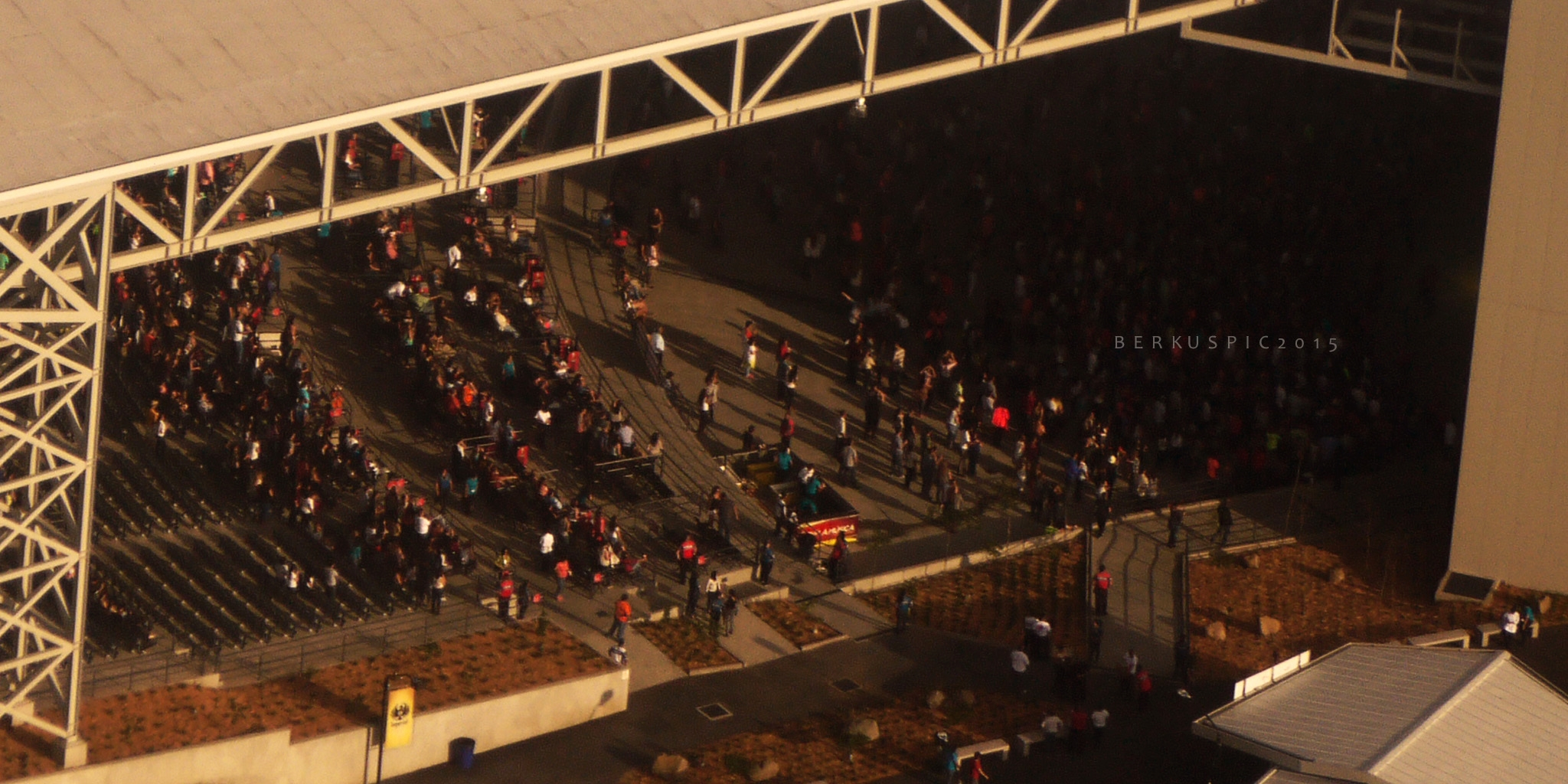
Vista aérea del Anfiteatro Coca Cola en el Parque Viva.

Parque Viva es un centro deportivo y de entretenimiento ubicado en Alajuela a 6 kilómetros del Aeropuerto Internacional Juan Santamaría. Es considerado el primer centro de entretenimiento en Centroamérica y fue construido alrededor del desaparecido Autódromo La Guácima con una extensión de 300 000 metros cuadrados (35 hectáreas), que incluye el Anfiteatro Coca-Cola, el Circuito Grupo Sur y el Centro Kölbi, con una capacidad de 19 000 espectadores.
Fue adquirido en 2013 por el Grupo Nación Sociedad Anónima, corporación de la cual forma parte el periódico La Nación con el fin de diversificar sus fuentes de ingreso y compensar la pérdida de ganancias sufrida por la migración de publicidad hacia sitios de Internet.
El parque inauguró operaciones tras obtener los permisos de operación requeridos en 2015 y, desde entonces, ha realizado casi 600 eventos con una visitación de cerca de 1 millón de personas y el equivalente al 63 % de los conciertos realizados en Costa Rica.
En 2015, el Ministerio de Salud otorgó al parque el permiso sanitario de funcionamiento y fue renovado en 2019 hasta 2024.

### Rodrigo Chaves Robles

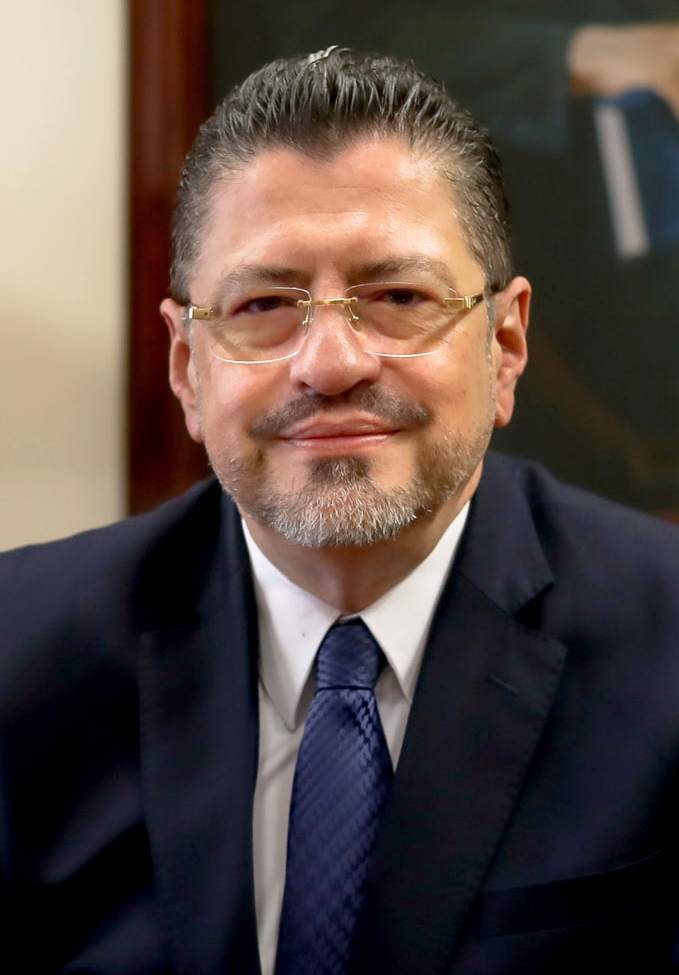
Rodrigo Chaves en la oficina presidencial en 2022.

Rodrigo Chaves es un economista costarricense y exfuncionario de carrera del Banco Mundial. Fue ministro de Hacienda entre 2019 y 2020 durante el gobierno de Carlos Alvarado Quesada y tras su renuncia forzosa se postuló a la presidencia con el Partido Progreso Social Democrático ganando la primera y segunda ronda de las elecciones presidenciales de 2022 con un discurso antisistema.
El 29 de enero de 2022 durante un mitin político Chaves prometió «causar la destrucción de las estructuras corruptas de La Nación y de Canal 7», ambos medios de comunicación de referencia en Costa Rica. Posteriormente en el transcurso de su presidencia realizó reiterados ataques verbales a medios de comunicación tradicionales llamándolos «canallas», «sicarios políticos» a varios periodistas y en una ocasión comparándolos con ratas.
Nueve días después de haber asumido la presidencia, los medios de comunicación revelaron que el jefe de despacho del presidente, Jorge Rodríguez Vives, ordenó a los directores de prensa de las instituciones públicas limitar el flujo de información a la prensa señalando que no lo vieran como «censura», sino como «disciplina absoluta».
Chaves recibió una advertencia de la Sala Constitucional en octubre de 2022 luego que la periodista Vilma Ibarra Mata, directora del programa «Hablando Claro» de Radio Columbia denunciara violaciones a los derechos a la libre expresión y libertad de prensa después de que cinco fuentes jerárquicas dentro del gobierno le manifestaran que la entonces ministra de Comunicación, Patricia Navarro Molina, había remitido por WhatsApp a todos los ministros y presidentes ejecutivos una orden de suspender con carácter de urgencia todo tipo de publicidad estatal en Amelia Rueda, La Nación, CRHoy y Canal 7.

Las prácticas que obstaculizan el acceso a la información, como lo es el impedir informar sobre determinados eventos o decisiones, rehusarse a brindar entrevistas a diversos medios de comunicación, no invitarlos a formar parte de conferencias o ruedas de prensa, limitarles la publicidad, impedir el acceso a insumos necesarios para la divulgación, entre otras variables relacionadas con la censura directa o indirecta, no pueden ni deben ser avaladas por un Tribunal Constitucional, por la elemental razón de que su acceso y entrega oportuna tiene que hacerse a través de un proceso fácil, expedito y sin complicaciones, que garantice a la población y, en general a la opinión pública, el derecho a la información y a la libertad de expresión.
Por tales razones, en aras de garantizar la libertad de prensa y de libre expresión que tienen tanto los periodistas o medios de comunicación colectiva, como la población de manera general, es que las autoridades recurridas deben velar porque cualquier directriz, orden, acto o instrucción que se gire desde el gobierno central se apegue siempre a la protección de estas libertades y de cualquier derecho fundamental de los que se goza en un país democrático como el nuestro, en los términos que han sido expuestos en esta sentencia.
Sala Constitucional

En mayo de 2023 el Tribunal Constitucional condenó al Estado por los ataques verbales de Chaves en contra de los medios de prensa durante la conferencia posterior al Consejo de Gobierno del 9 de enero donde el Ejecutivo fue cuestionado respecto a las denuncias de uso de troles para atacar periodistas y diputados. Ese día el mandatario se refirió a varios comunicadores como «sicarios políticos», «desgraciados» y «gente chismosa» lo que para el tribunal fue un «exceso injustificado» que podría promover el hostigamiento contra los medios y periodistas aludidos.

## Cierre del Parque

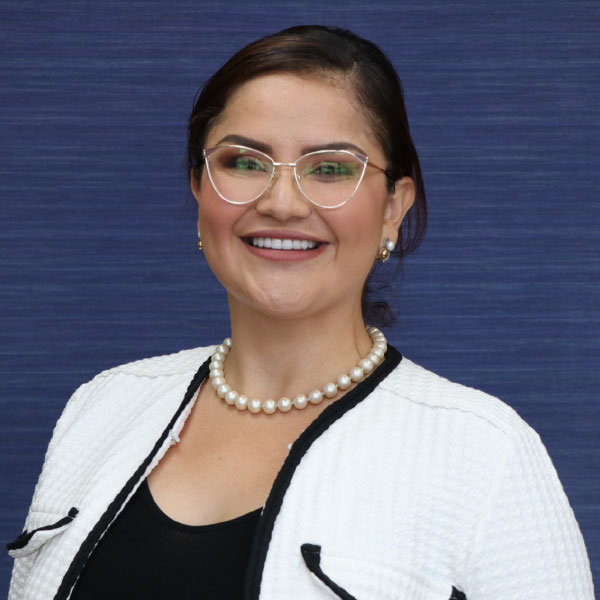
Joselyn Chacón Madrigal, ministra de Salud de Costa Rica (8 de mayo del 2022-7 de febrero de 2023).

El 5 de julio de 2022 la ministra de Salud Joselyn Chacón Madrigal recibió una denuncia anónima por asuntos relacionados con condiciones estructurales de edificios y en la que se planteaban quejas por el colapso vial de las rutas circundantes al Parque Viva cuando en ese lugar se llevaban a cabo eventos masivos, solicitando la clausura definitiva del lugar hasta tanto no se encontrara una solución a la problemática.
Ese mismo día, Chacón solicitó con carácter de urgencia al Ministerio de Obras Públicas y Transportes (MOPT) un criterio técnico sobre las calles de acceso al Parque Viva y trasladó la denuncia a la dirección regional correspondiente, donde una hora después se llevó a cabo una inspección físico-sanitaria en la cual no se constataron los problemas acusados en la denuncia anónima, por lo que se concluyó que las instalaciones cumplían las condiciones adecuadas a lo interno.
El 7 de julio de 2022 el Comité Asesor Técnico de Concentraciones Masivas del Ministerio de Salud acordó con el voto afirmativo de las autoridades de esa cartera, del Ministerio de Obras Públicas y Transportes, Cuerpo de Bomberos, Comisión Nacional de Emergencias y Cruz Roja Costarricense proponer una orden sanitaria de cierre para eventos masivos contra Parque Viva y requerir un plan remedial de los problemas de vialidad que afectaban el tránsito por la zona cuando en ese recinto se llevaban a cabo eventos con gran afluencia de personas. Al día siguiente el Ministerio de Salud emitió la orden sanitaria suspendiendo el permiso de funcionamiento.
El periódico La Nación destacó que el cierre del parque se dio dos días después de que el presidente de la República atacara al medio de comunicación respecto a los bonos emitidos por la compañía en el mercado bursátil y que habían sido adquiridos en parte por la Operadora de Pensiones de la Caja Costarricense de Seguro Social. El presidente de la Junta Directiva de Grupo Nación, Carlos González dijo que la decisión de cierre era «sorpresiva» y que no la comprendían pues solo el 10 % de las actividades en el parque entraban dentro de la categoría de «eventos masivos» por lo que la medida afectaba las actividades de parque temático, autódromo, anfiteatro, eventos deportivos, culturales, ferias y exposiciones. Días después se reveló que los informes técnicos para sustentar el cierre se emitieron con posterioridad a la orden de clausura.
El cierre del parque implicó el cambio de locación de los conciertos de Flans y Pandora en julio, de Jesús Adrián Romero, Danny Ocean y Ana Gabriel previstos para el mes de septiembre y el de Sebastián Yatra el 2 de diciembre.

### Conferencia de prensa del 13 de julio de 2022

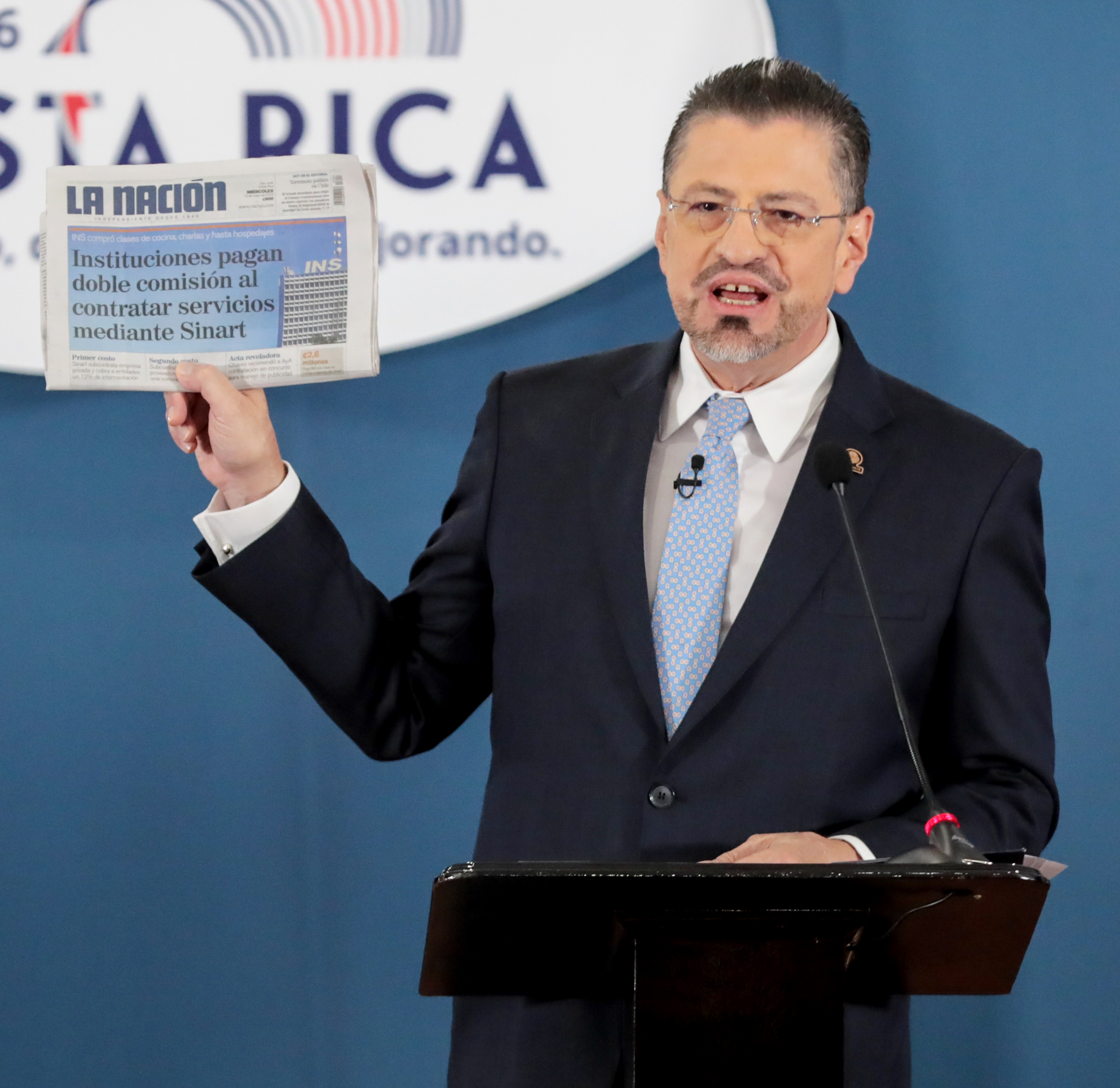
Rodrigo Chaves mostrando un ejemplar de La Nación en conferencia de prensa.

El presidente de la República y los jerarcas de las instituciones que pidieron el cierre del establecimiento defendieron la clausura presentando en la conferencia de prensa posterior a la sesión del Consejo de Gobierno del 13 de julio de 2022 vídeos que mostraban ambulancias y vehículos de bomberos sin poder transitar debido al colapso vial que se registraba en las calles aledañas a Parque Viva durante las actividades allí realizadas.
El director de la Fuerza Pública, Daniel Calderón Rodríguez dijo que una evacuación médica apoyada por la policía tardó más de una hora en realizarse, mientras que el director general de Bomberos, Héctor Chaves León afirmó que en los últimos cinco años la institución había atendido 4955 incidentes en las comunidades de San Antonio, El Roble, Ciruelas y La Guácima de Alajuela (vecinas al Parque Viva) y que los tiempos de respuesta se veían afectados por los congestionamientos viales que ocurrían en las inmediaciones.
El ministro de Obras Públicas y Transportes, Luis Amador Jiménez explicó que Parque Viva no tenía acceso directo de la autopista por lo que la calle aledaña colapsaba al registrar un tránsito de 1000 vehículos, mientras que el permiso de uso de suelo como anfiteatro según estándares de la Administración Federal de Carreteras de los Estados Unidos implicaba el desplazamiento de unos 6667 vehículos, lo que lo llevaba a concluir que Parque Viva nunca debió haber recibido el permiso para operar. Añadió que Grupo Nación había presentado una propuesta para cuadruplicar el tamaño del parque y construir un acceso desde la Ruta Nacional 27, pero que ello significaba que esa carretera también colapsaría por el tránsito vehicular.
Por su parte el presidente desestimó los señalamientos de que el cierre del parque constituía un ataque a la libertad de prensa y señaló que «goza de buena salud y tiene un gobierno que la va a defender a toda costa». Además, acusó a los corresponsales costarricenses de medios internacionales que se hicieron eco del cierre de Parque Viva de haber «difamado a esta patria bendita».

Esto no se trata de la libertad de expresión, se trata de que un grupo empresarial piensa que por sus apellidos y abolengo tiene la libertad de hacer lo que le da su santa y regalada gana. Los integrantes de ese grupo se creen una monarquía, pero lo eran, porque los gobiernos anteriores incluyendo a los expresidentes que hoy se rasgan la ropa por ellos, les permitieron ser monarquía. No pueden creer estos señores feudales autocoronados que un gobierno del pueblo y para el pueblo tenga la osadía, la falta de respeto, de querer ponerlos a operar conforme la ley que rige para los mortales de a pie.
Rodrigo Chaves Robles

## Caso en la Sala Constitucional
La Nación interpuso una demanda de amparo el 29 de julio de 2022 suscrita por su director, jefe de redacción y varios periodistas. Ese mismo día los magistrados de la Sala Constitucional votaron por adoptar para estudio por el fondo el recurso requiriendo informes de descargo bajo la fe del juramento al presidente de la República y a la ministra de Salud. Aunque el diario requirió suspender temporalmente el cierre del parque mientras el caso era analizado los magistrados no acogieron esa medida cautelar.
El 1 de septiembre de 2022 el magistrado instructor requirió al Ministerio de Salud aportar ante la Sala una copia física y legible de los 164 folios relacionados con la denuncia formulada en contra de Parque Viva y la orden sanitaria finalmente girada, documentación que fue entregada el 5 de septiembre.

### Alegatos de La Nación
El medio de comunicación invocó como primer alegato las declaraciones dadas el 29 de enero de 2022 por Rodrigo Chaves durante un acto de campaña política donde prometió «causar la destrucción de las estructuras corruptas de La Nación y de Canal 7» y acusó que menos de dos meses después de juramentado el mandatario había comenzado a materializar su advertencia pues el 6 de julio de ese año calificó de «canallas» a los medios de comunicación y periodistas, para posteriormente durante la conferencia de prensa posterior al Consejo de Gobierno de ese día poner en duda la capacidad de La Nación de pagar los bonos de deuda emitidos en 2014.
Como segundo punto La Nación acusó que el informe emitido por el Ministerio de Obras Públicas y Transportes respecto al colapso vial en las rutas aledañas no versaba sobre las instalaciones de Parque Viva y que los informes de los inspectores del Ministerio de Salud habían descartado incumplimiento alguno de las instalaciones. Asimismo, alegaron que la emisión de la orden sanitaria que suspendió el permiso sanitario de funcionamiento del parque se emitió sin previo aviso ni posibilidad de ejercer derecho de defensa y que se ejecutó mientras instituciones como el Benemérito Cuerpo de Bomberos de Costa Rica y la Cruz Roja Costarricense recababan sus propios criterios técnicos.
El medio acusó que la orden sanitaria le exigía a la empresa aportar un plan remedial que solucionara el colapso vial causado en los accesos al parque pese a que los inspectores del Ministerio de Salud no encontraron problemas cuando llevaron a cabo sus verificaciones en el lugar y agregó que el alcalde del cantón central de Alajuela había declarado que los permisos concedidos en 2014 al parque coincidieron con un rápido desarrollo habitacional en la zona de modo que no se podía responsabilizar al centro recreativo como causante de los atascos viales.
Como cuarto punto, el diario señaló que el 15 de julio el Ministerio de Salud emitió una segunda orden sanitaria que reconfirmaba la primera, pero que subsanaba deficiencias técnicas del acto inicial, lo que consideraba tenía «un claro propósito de limitar la libertad de expresión por medios indirectos» y que había una amenaza de dañar a la empresa como represalia por su línea editorial, las actuaciones de su director periodístico —al cual Chaves había mencionado con nombres y apellidos en su acto proselitista del 29 de enero—, las publicaciones periodísticas respecto a la sanción por acoso sexual que el Banco Mundial impuso al mandatario y las revelaciones de una presunta estructura paralela de financiamiento de su campaña electoral por la cual estaba siendo investigado legislativa y penalmente.
El quinto argumento de La Nación fue que Parque Viva se había visto afectado como consecuencia de las amenazas del presidente y que él como economista tenía conocimiento de que el centro de entretenimiento tenía como propósito diversificar las fuentes de ingresos de la empresa, compensar la pérdida de recursos por la migración de la pauta publicitaria a la Internet y que sus declaraciones podían causar un daño reputacional al poner en duda la capacidad de pago de los bonos emitidos en el 2014. El diario suministró como prueba de ello que Chaves reconoció haber ordenado al entonces presidente ejecutivo de la Caja Costarricense de Seguro Social (CCSS), Álvaro Ramos Chaves que pidiera a la Superintendencia General de Valores (SUGEVAL) informes sobre la capacidad de pago de La Nación y que cuando este contestó que los pagos se estaban haciendo conforme a lo previsto calificó las declaraciones como «diplomáticas» e insistió en poner en duda el pago de los bonos, lo que evidenciaba que el actuar del mandatario tenía como fin ver «si a La Nación se le ahorca el flujo de caja».
El sexto alegato fue que la suspensión del permiso sanitario del Parque Viva era un «acto arbitrario y de desviación de poder» pues no tenía como finalidad satisfacer intereses públicos, sino intimidar a un medio de comunicación, afectando económicamente a la empresa dueña del Parque Viva y a todos los que laboraban en los medios de información del grupo económico.
Finalmente el medio alegó que el Estado era el responsable del colapso vial en las inmediaciones del parque al haber autorizado la construcción de 44 condominios y otras edificaciones sin prever la infraestructura pública necesaria y citó que de acuerdo con un informe de auditoría de la Contraloría General de la República en el periodo 2019-2021 la Municipalidad de Alajuela solo había ejecutado en promedio el 36,48 % de los recursos de la red vial cantonal, y que en 2014 el Ministerio de Obras Públicas y Transportes había aprobado el estudio de planificación del Parque Viva tras ser reconvertido desde la antigua La Guácima, lo que la llevó a invertir más de 40 millones de dólares amparada al principio de confianza legítima y seguridad jurídica, pero ahora el Estado cancelaba el permiso sanitario de funcionamiento, anulaba los réditos de su inversión después de dos años de cierre producto de la pandemia de COVID-19 y exigía a un sujeto privado un plan remedial para defectos en una vía pública.

#### Fundamento jurídico invocado
La Nación invocó la sentencia emitida por la Corte Interamericana de Derechos Humanos (CorteIDH) en el caso «Ríos y otros vs. Venezuela» en lo referido a expresiones ofensivas pronunciadas por figuras del poder público para limitar de forma directa o indirecta la libertad de expresión: 

En una sociedad democrática no sólo es legítimo, sino que en ocasiones constituye un deber de las autoridades estatales, pronunciarse sobre cuestiones de interés público. Sin embargo, al hacerlo están sometidos a ciertas limitaciones en cuanto deben constatar en forma razonable, aunque no necesariamente exhaustiva, los hechos en los que fundamentan sus opiniones, y deberían hacerlo con una diligencia aún mayor a la empleada por los particulares, en razón de su alta investidura, del amplio alcance y eventuales efectos que sus expresiones pueden tener en ciertos sectores de la población, y para evitar que los ciudadanos y otras personas interesadas reciban una versión manipulada de determinados hechos. Además, deben tener en cuenta que en tanto funcionarios públicos tienen una posición de garante de los derechos fundamentales de las personas y, por tanto, sus declaraciones no pueden desconocer éstos ni constituir formas de injerencia directa o indirecta o presión lesiva en los derechos de quienes pretenden contribuir a la deliberación pública mediante la expresión y difusión de su pensamiento. Este deber de especial cuidado se ve particularmente acentuado en situaciones de mayor conflictividad social, alteraciones del orden público o polarización social o política, precisamente por el conjunto de riesgos que pueden implicar para determinadas personas o grupos en un momento dado.
Corte Interamericana de Derechos Humanos

Asimismo, el diario citó la Opinión Consultiva n.º OC-5/85 de la CorteIDH que señaló que constituye una violación a la Convención Americana de Derechos Humanos «todo acto del poder público que implique una restricción al derecho de buscar, recibir y difundir informaciones e ideas, en mayor medida o por medios distintos de los autorizados por la misma Convención» y la sentencia de dicha corte en el caso «Baruch Ivcher Bronstein vs. Perú» de 2001 en el que se indicó que al evaluar una supuesta restricción o limitación a la libertad de expresión «el Tribunal no debe sujetarse únicamente al estudio del acto en cuestión, sino que debe igualmente examinar dicho acto a la luz de los hechos del caso en su totalidad, incluyendo las circunstancias y el contexto en los que éstos se presentaron».

### Alegatos del gobierno
La ministra de Salud, Joselyn Chacón Madrigal afirmó que los actos llevados a cabo por su cartera fueron recurridos y resueltos en apego de tiempo y forma por lo que habían respetado el debido proceso y el derecho de defensa de la parte denunciante, pero que sus impugnaciones fueron rechazadas al considerar las valoraciones hechas por el Ministerio de Obras Públicas y Transportes, Bomberos, Fuerza Pública y otros. Asimismo, dijo que la medida de cierre se mantendría hasta que las actividades llevadas a cabo en el Parque Viva no conllevaran colapso de vías de acceso o molestia a las comunidades vecinas y se permitiera el ingreso de vehículos y personal de instituciones de primera respuesta.
Chacón afirmó que el actuar del Ministerio de Salud estuvo apegado a derecho y que los denunciantes estaba intentando utilizar su relación patronal con La Nación como un «medio coercitivo de ataque a la prensa» siendo que las obligaciones y situaciones comerciales debían ser soportadas independientemente de que ostentaran cargos como ser propietarios de medios de comunicación.
Por su parte Rodrigo Chaves Robles afirmó que la Constitución Política contenía la obligación del Estado de garantizar, defender y preservar el mayor bienestar de todos los habitantes; que toda persona tenía derecho a reclamar un ambiente sano y que la Carta Fundamental consagraba protección a la libertad de expresión siempre y cuando no constituyera un exceso que violentara o perjudicara de manera ilegítima a un tercero.

Sin asombro, pero con mucha preocupación, recibo el recurso de amparo interpuesto por personas afines al Grupo Nación, en donde exponen situaciones que poca o ninguna relación tienen con coartar la libertad de prensa de este medio de comunicación, y más bien pareciera que, escudados en ese equivocado discurso, exigen —sin ningún reparo— que el Estado les debe permitir operar de la manera que ellos quieran, aun cuando esto sea contrario a la ley y en detrimento del bienestar público.
Rodrigo Chaves Robles

Chaves defendió haber puesto en duda la capacidad de pago de los bonos emitidos por La Nación afirmando que funcionarios de la Caja Costarricense de Seguro Social tenían preocupaciones respecto a si la empresa sería capaz de honrar su obligación por 5950 millones de colones a raíz de los estados financieros del grupo empresarial y por movimientos de bienes inmuebles (incluido su edificio principal) a un fideicomiso de la compañía. Asimismo, justificó las acciones rápidas hechas por el gobierno tras la interposición de la denuncia afirmando que se trataba de proteger a «miles de personas».
El mandatario agregó que la revisión del expediente de la Municipalidad de Alajuela que otorgó los permisos de construcción al Parque Viva había arrojado que los permisos de uso de suelo para el campo ferial, anfiteatro, hotel y servicios de comida no respetaban el plan regulador vigente; que la finca en la que se encontraba el parque era una zona verde y no una zona de residencia de mediana intensidad; y que el permiso de viabilidad ambiental que se les había entregado era para mejoras del Autódromo La Guácima y no para desarrollar un campo ferial.

Yo no voy a dormir con la consciencia tranquila si durante el próximo concierto hay una emergencia y muere una niña, un anciano, se pierden casas de gente humilde durante un incendio, simplemente por el beneficio económico de un grupo, que se escuda en la libertad de expresión cada vez que se les solicita ajustarse a la ley. No existe, en ninguna circunstancia, un ataque indirecto a la libertad de prensa; en ningún momento he ordenado a las autoridades sanitarias actuar de determinada manera, todas las decisiones se han tomado de acuerdo con parámetros técnicos actuando sobre la base de una denuncia presentada por la misma ciudadanía. Como costarricense y funcionario público, tengo la obligación y el derecho de pronunciarme enérgicamente ante situaciones que pongan en peligro la salud pública del pueblo; paradójicamente, es un derecho constitucional que me asiste de manifestar de manera libre mis pensamiento, y lo haré de la forma más vehemente cuando se trate de proteger los derechos de las familias costarricenses, y aún más cuando se trate de las población (sic) más vulnerables.
Rodrigo Chaves Robles

#### Fundamento jurídico invocado
La ministra de Salud invocó los artículos 21 y 50 de la Constitución Política de Costa Rica referidos al derecho a la vida y a la salud de las personas como derechos fundamentales con el deber del Estado de velar por su tutela, así como el artículo 140 referido a las potestades del Poder Ejecutivo. Asimismo, citó el artículo 214 de la Ley General de la Administración Pública que establece los procedimientos administrativos como medios para asegurar el cumplimiento de los fines de la administración pública a través de un proceso para determinar la verdad real de los hechos.
Chacón también invocó los artículos 1, 2 y 341 de la Ley General de Salud que señalan que la salud de la población es un bien de interés público tutelado por el Estado y que entre las atribuciones de dicha institución se encuentra ordenar y tomar las medidas especiales que habilita dicha ley para evitar riesgos o daños a la salud de las personas o que éstos se difundan o se agraven.
Finalmente la ministra mencionó un comunicado de prensa emitido el 12 de julio de 2022 por el Colegio de Periodistas y Profesionales en Ciencias de la Comunicación Colectiva de Costa Rica (COLPER) en el que se indicaba que tras sostener una reunión con el presidente de la República y el presidente del Grupo Nación concluían que el interés de la mayorías estaba por encima de intereses individuales y que la solicitud de un plan remedial al conglomerado no guardaba relación ni afectaba la libertad de prensa.
Chaves defendió su derecho como funcionario público de expresar sus opiniones en virtud de la sentencia 2022-9855 de la Sala Constitucional y fallos similares de ese tribunal, el Tribunal Europeo de Derechos Humanos y la Corte Interamericana de Derechos Humanos los cuales no individualizó a excepción del caso «Ríos y otros vs. Venezuela» en el que la Comisión Interamericana de Derechos Humanos dijo que los pronunciamientos anexados como prueba «aunque pueden tener un contenido fuerte y critico que incluso puede ser valorado como ofensivo, constituyen expresiones legitimas de pensamientos y opiniones sobre las formas particulares que puede tener un medio de comunicación de ejercer el periodismo».
Finalmente el mandatario invocó el principio noveno de la Declaración de Chapultepec que señala que «la credibilidad de la prensa está ligada al compromiso con la verdad, a la búsqueda de precisión, imparcialidad y equidad, y a la clara diferenciación entre los mensajes periodísticos y los comerciales».

### Hechos

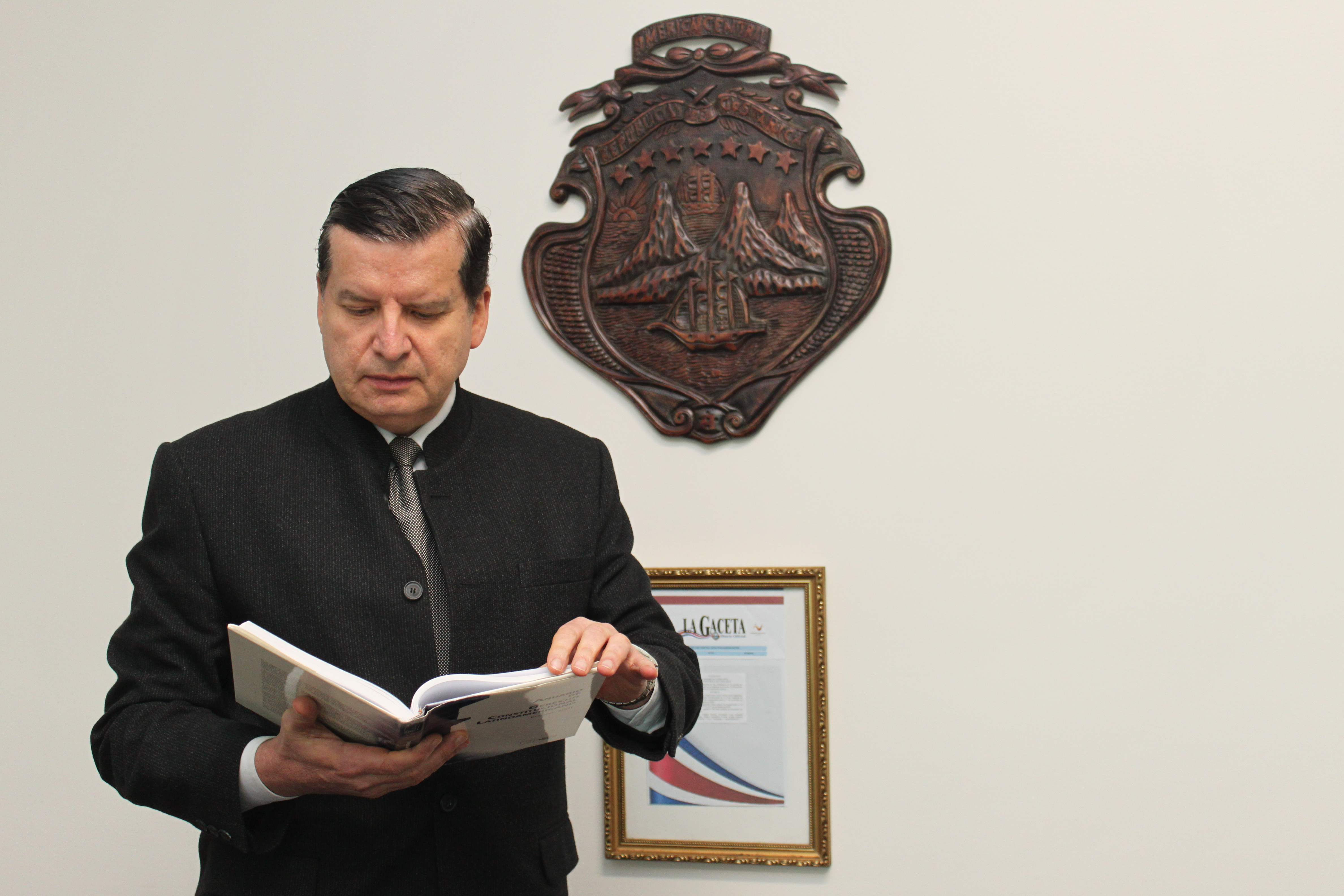
Jorge Araya García, magistrado instructor del caso.

El presidente de la Sala Constitucional designó al magistrado Jorge Araya García como instructor del caso por lo que era su responsabilidad llevar al pleno del tribunal un borrador de resolución para deliberación de todos los jueces. La sentencia se compone de 49 «hechos probados», seis «hechos de relevancia» para la Sala y dos hechos «no probados».
Entre los «hechos probados» se incluyó uno del 2014 referido a que la Unidad de Permisos y el Departamento de Estudios y Diseños de la Dirección General de Ingeniería de Tránsito del Ministerio de Obras Públicas y Transportes no tenían objeciones respecto al estudio de impacto ambiental del proyecto Parque Viva y otros que señalaban que en 2021 y 2022 la Dirección General de Ingeniería de Tránsito, el Consejo Nacional de Vialidad y el Concejo Nacional de Concesiones habían expresado su «no objeción» al proyecto de construcción de un acceso vial al Parque Viva desde la ruta 27.
También figura uno del 9 de julio de 2022 cuando una dirigente comunal de Guácima recibió una solicitud del gobierno para que se pronunciara a favor del cierre del Parque Viva y se le hizo llegar un formato de carta dirigido a la ministra de Salud apoyando dicho cierre; las afirmaciones del alcalde de Alajuela, Humberto Soto de que el congestionamiento vial que se generaba en La Guácima no era causado únicamente por el Parque Viva, sino que se debía también al crecimiento habitacional del distrito y a los nuevos condominios que se levantaron en la zona y las declaraciones del regidor de La Guácima, Alonso Castillo en una sesión de concejo de distrito ampliada respecto a que los problemas viales del distrito eran cosa de todos los días.
Como «hechos de interés» se enlistaron las publicaciones periodísticas de La Nación respecto a Rodrigo Chaves relacionadas con las sanciones impuestas en el Banco Mundial por acoso sexual, críticas a su propuesta de gobernar a través de referendos y las estructuras paralelas de financiamiento que presuntamente se usaron en su campaña política. Estas publicaciones tenían fecha del 30 y 31 de agosto, 7 de septiembre, 18 y 19 de octubre del 2021; 4 y 13 de febrero, 5, 8, 28 y 29 de marzo, 1 y 25 de abril de 2022.
Asimismo, se tomó en cuenta las declaraciones de Chaves del 29 de enero de 2022 donde prometió «causar la destrucción de las estructuras corruptas de La Nación y de Canal 7», sus manifestaciones del 30 de enero en un evento de cierre de campaña donde reiteró que «este tsunami los va a barrer como la basura de la casa», sus dichos del 6 de febrero donde declaró que al referirse a la «prensa canalla» estaba haciendo alusión a los medios La Nación, CRHoy y Canal 7; así como sus declaraciones del día siguiente en las que afirmó que esos tres medios «están al servicio de intereses que se van a ver muy afectados en un gobierno de Rodrigo Chaves y que nos han hecho lo imposible por un fusilamiento y un linchamiento político».
El tribunal también consideró las manifestaciones dadas el 6 de julio en conferencia de prensa donde Chaves preguntó qué ocurriría si a La Nación se le cercenaba su flujo de caja que proviene mayoritariamente del Parque Viva; sus declaraciones en conferencia de prensa el 20 de julio donde señaló que entre los motivos para haber cancelado el proyecto de «Tren Eléctrico de Pasajeros de la GAM» financiado por el Banco Centroamericano de Integración Económica (BCIE) se encontraba el hecho de que uno de los ramales pasaría por el Parque Viva y sus dichos del 3 de agosto en conferencia de prensa donde comparó a los medios de prensa con ratas y «otras especies de la fauna».
Los hechos «no probados» fueron que de previo a entrar en funcionamiento Parque Viva se hubiese exigido a sus representantes presentar e implementar un plan que solventara los problemas de índole vial imputados, y que se le hubiese notificado a los representantes de Parque Viva lo dispuesto en los oficios MSP-DM-DVURFP-DGFP-DRSA-SBDRA-DPCAS-D26-0827-2022 de la Dirección de la Fuerza Pública de Alajuela y PE-243-07-2022 de la Presidencia Ejecutiva del Instituto Nacional de Vivienda y Urbanismo (INVU).

### Sentencia de fondo
Los magistrados iniciaron la sentencia de fondo del caso haciendo una recapitulación respecto al derecho a la libertad de expresión denominándolo «uno de los pilares sobre los cuales está fundado el Estado de derecho» y que comprende la garantía de manifestar pensamientos y opiniones propias o de otros. En ese sentido el tribunal citó la sentencia del caso «Herrera Ulloa vs. Costa Rica» emitida por la Corte Interamericana en 2004, a la Relatoría Especial para la Libertad de Expresión de la Comisión Interamericana de Derechos Humanos y los artículos 28 y 29 de la Constitución Política de Costa Rica referidos a ese derecho. Asimismo, como fuente internacional de derecho invocó el Pacto Internacional de Derechos Civiles y Políticos, la Declaración Universal de Derechos Humanos, la Convención Americana sobre Derechos Humanos, la Declaración Americana de los Derechos y Deberes del Hombre, la Declaración de Chapultepec, la Declaración de Principios sobre Libertad de Expresión, la Convención Europea sobre Derechos Humanos y la Carta de los Derechos Fundamentales de la Unión Europea.
El tribunal trajo a colación su jurisprudencia que data de la sentencia 8196 de 2000 en el que indicó que la libertad de expresión se considera como una libertad esencial que sirve como base para el ejercicio de otras libertades, la prohibición de la censura previa y los límites que se aplican a la libertad de expresión, especialmente el hecho de que solo mediante ley formal emanada del Poder Legislativo por el procedimiento previsto en la Constitución es posible regular y restringir los derechos y libertades fundamentales.

Resulta claro que el uso o aplicación por parte de las autoridades estatales o de particulares de las restricciones indirectas atenta grave y flagrantemente contra la libertad de expresión y la libertad de prensa. De ahí, la importancia del resguardo y protección que les provee nuestra Constitución Política y la Convención Americana sobre Derechos Humanos, entre otros instrumentos; de ahí también la responsabilidad que recae en esta Sala Constitucional de velar porque esto así se cumpla.
Sala Constitucional

La Sala Constitucional reconoció que los medios de comunicación tradicionales experimentaron un marcado declive económico en los últimos años debido a varios factores, siendo uno de los principales la llegada de Internet que transformó la forma en que las personas acceden a la información, así como una disminución en la inversión publicitaria en los medios tradicionales, ya que muchas empresas han migrado sus anuncios a las grandes plataformas digitales como Google y Facebook lo que se ha traducido en un cambio significativo en los hábitos de consumo de información por parte del público pasando de adquirir periódicos impresos y sintonizar programas de radio o televisión a informarse mediante dispositivos digitales como teléfonos inteligentes, tabletas electrónicas y computadoras.
El fallo reconoció que debido a los desafíos económicos los medios de comunicación tradicionales se han visto obligados a innovar y buscar nuevas fuentes de ingresos y audiencia para financiar el periodismo (especialmente el periodismo de investigación) y han implementado diversas estrategias comerciales como crear plataformas digitales con modelos de suscripción («pagar por ver»), producción de contenidos de alta calidad y exclusivos para atraer audiencia, uso de podcasts para transmitir contenido en formato de audio, organización de eventos, foros y congresos con expertos cobrando por la participación, venta de contenido a terceros (incluso a la competencia) y licenciamiento de su marca para que terceras empresas la utilicen en productos o servicios relacionados como el caso de agencias internacionales de noticias.
Asimismo, se acotó que, como parte de las estrategias utilizadas por los medios de comunicación para mantener su sostenibilidad financiera, algunos han optado por adquirir o asociarse con otras empresas, ya sea relacionadas directamente con el periodismo o no, tal es el caso de The Boston Globe y The New York Times, que fueron comprados en 2013 por John Henry, dueño del equipo de beisbol Red Sox y del equipo de futbol Liverpool FC; la adquisición hecha por Warren Buffett en 2012 de 73 periódicos del grupo Media General del sureste de Estados Unidos o la compra hecha por Jeff Bezos (fundador y dueño de Amazon) al The Washington Post. La Sala equiparó esos ejemplos al caso del Grupo Nación al haber comprado y transformado el Autódromo La Guácima en el centro de eventos Parque Viva para compensar la pérdida de ingresos publicitarios debido a la migración hacia plataformas en línea.

Este tipo de estructuras financieras, al igual que el resto de ejemplos supra citados, se convierten en una fuente de ingresos o recursos que coadyuva o hacen posible que la labor periodística pueda ser ejercida, habida cuenta que los ingresos que las primeras generan permiten sufragar o sopesar muchos de los gastos que demanda un medio de comunicación. Por ende, es una realidad que, si este tipo de mecanismos o propuestas se ven afectadas de forma ilegítima o arbitraria, se perjudica, a su vez, el ejercicio del periodismo; en esencia, la libertad de prensa, como manifestación de la libertad de expresión.
Sala Constitucional

El tribunal reconoció que esas estructuras adicionales de financiamiento debían cumplir con regulaciones y normativas incluyendo normas urbanísticas, edilicias, sanitarias, de seguridad y fiscales, pero que si se imponían restricciones o sanciones de manera ilegítima y desproporcionada se generaba una violación a la libertad de prensa y un abuso de poder.

#### Caso concreto
El tribunal estructuró la explicación de su sentencia en cuatro apartados: «aclaraciones previas», «cierre de Parque Viva a través de una actuación arbitraria, infundada y desproporcionada», «cierre de Parque Viva y vulneración indirecta a la libertad de expresión» y por último «aclaraciones finales de interés».
Como aclaración previa, los magistrados recordaron que el Tribunal Constitucional no suele intervenir en asuntos técnicos relacionados con los requisitos para obtener un permiso sanitario o las decisiones técnicas para revocarlos; sin embargo, señalaron que esa limitación no les impedía analizar órdenes sanitarias desde una perspectiva constitucional cuando estaban directamente relacionadas con derechos fundamentales en casos excepcionales, particularmente cuando una orden sanitaria afectaba a otras libertades públicas que están estrechamente vinculadas con la sostenibilidad del sistema democrático como la libertad de expresión.

A partir de lo anterior, es de suma relevancia tomar en consideración que en este amparo nos encontramos ante una situación absolutamente excepcional, ya que se encuentra de por medio uno de los derechos fundamentales de mayor importancia y trascendencia para el pueblo de Costa Rica y su preciado sistema democrático, como lo es la libertad de expresión. De ahí; la plena justificación para que este Tribunal Constitucional conozca por el fondo este asunto vía amparo, y se pronuncie respecto a los hechos acusados.
Sala Constitucional

#### Análisis de la actuación gubernamental

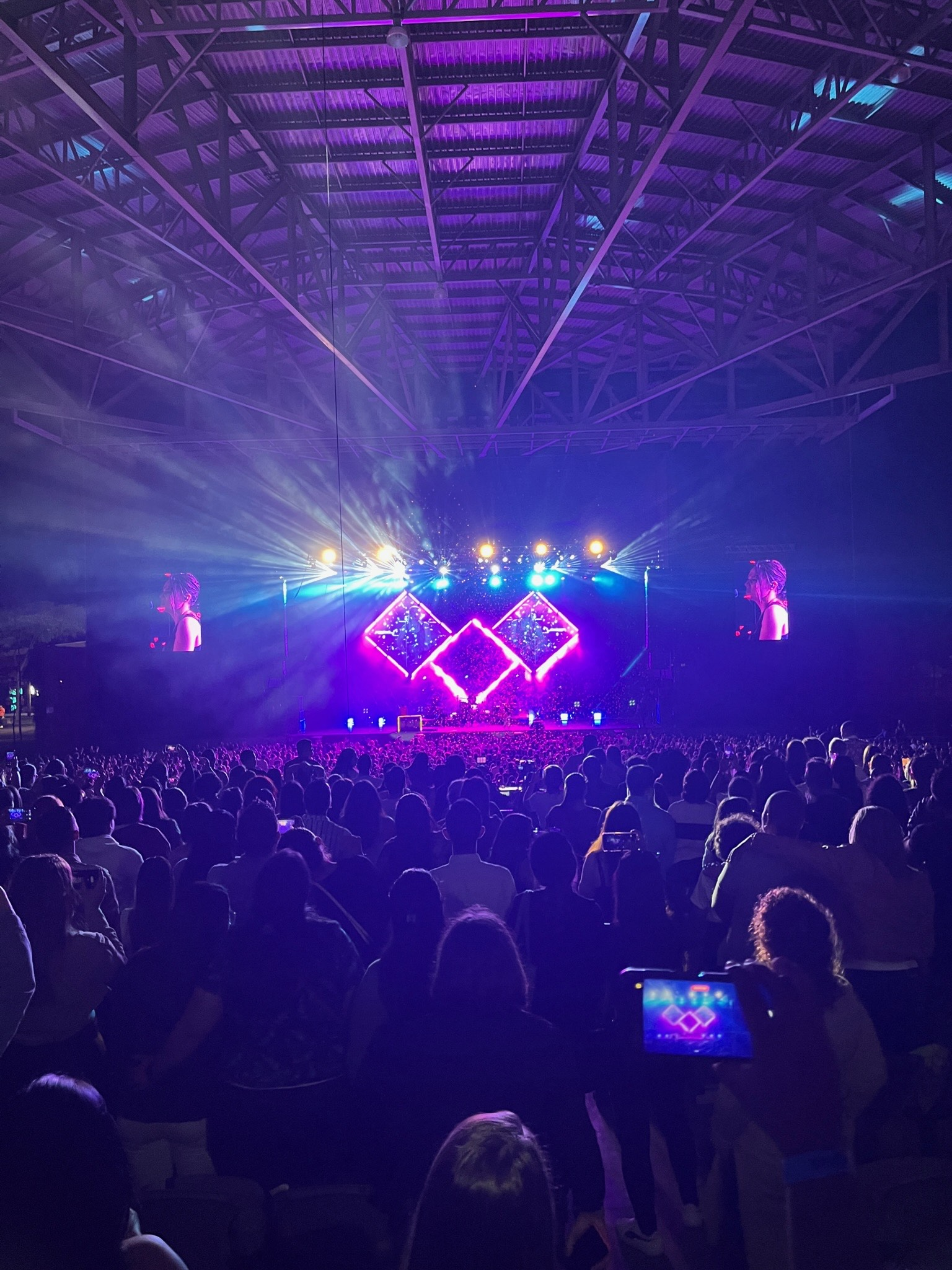
Concierto del dúo mexicano Jesse & Joy en el Parque Viva en septiembre de 2023.

Tras hacer un recuento de los hechos tenidos por «probados», los alegatos de ambas partes y las pruebas incorporadas al expediente, el tribunal entró al siguiente apartado señalando de entrada que el cierre de Parque Viva se llevó a cabo mediante una orden sanitaria que careció de una motivación o fundamentación adecuada, pues no mencionaba las razones legales que respaldaban su emisión y se basaba en actas de inspección que no estaban relacionadas directamente con irregularidades en el lugar, además por el hecho de que la orden se emitió antes de que se recopilaran criterios técnicos válidos para respaldar la medida lo que la convirtió en una arbitrariedad por parte de la administración pública pues trasgredió el derecho a la defensa y al debido proceso de la parte afectada.
El fallo hizo particular énfasis en que el problema principal que llevó al cierre del parque estaba relacionado con las calles de acceso ubicadas fuera de las instalaciones del recinto y que involucraba cuestiones de soporte vehicular, estado de las calles y congestión de tráfico, lo que no era responsabilidad exclusiva del recinto comercial dado que las vías en cuestión eran de competencia local y era la Municipalidad de Alajuela la entidad responsable de mantenerlas y solucionar los problemas de tráfico en la zona; además, porque las autoridades del Ministerio de Salud no solicitaron un pronunciamiento a ese gobierno local durante la tramitación de la denuncia pese a que cuando el Ministerio de Salud requirió criterios técnicos a las autoridades del Ministerio de Obras Públicas y Transportes (MOPT) estos indicaron que la responsabilidad recaía en la Municipalidad de Alajuela.
El tribunal argumentó que, en el caso, no constaba que antes de otorgar los permisos para la puesta en funcionamiento de Parque Viva, en 2015, se le hubiese exigido presentar un proyecto para abordar los problemas viales que se le imputaban, como la construcción de accesos de ingreso fuera del recinto u otros proyectos de mayor envergadura, pero que si tal exigencia se hubiese realizado y se hubiese obviado la acción adecuada era interponer un proceso ante las instancias jurisdiccionales en lugar de emitir una orden sanitaria y solicitar un plan remedial como medio para subsanar una posible omisión.
Asimismo, dijo que el problema vial en La Guácima no se debía exclusivamente a las actividades organizadas en Parque Viva, sino que también estaba relacionado con el vertiginoso desarrollo urbanístico en la comunidad incluyendo la construcción de numerosos condominios desde 2010. Además, señalaron que las autoridades del Ministerio de Salud no solo estaban exigiendo la presentación de un plan remedial, sino también su implementación y ejecución lo que complicaría el cumplimiento de esa exigencia y podía mantener el cierre del sitio por un tiempo indefinido.
El tribunal resaltó que Parque Viva y sus representantes habían tomado previsiones para abordar los problemas de congestión vehicular en sus alrededores pues habían gestionado un proyecto vial destinado a construir un acceso directo de cuatro carriles desde la Ruta 27 hacia el establecimiento, proyecto que contaba con la aprobación preliminar de varias instancias gubernamentales durante 2021 y principios de 2022. Sin embargo, el proyecto fue desacreditado públicamente por el presidente lo que creó una situación difícil para el parque, ya que se le exigía la presentación y ejecución de un plan remedial para resolver el problema vial al mismo tiempo que se desacreditaba un proyecto que estaba destinado a cumplir ese propósito. El tribunal no afirmó que el proyecto en cuestión tenía que aprobarse, sino que era una propuesta de interés y una opción técnica que había avanzado en el proceso administrativo, pero que fue rechazada sin un fundamento técnico o jurídico sólido a pesar de contar con el apoyo de varias instancias administrativas con competencia técnica.
Por otro lado el fallo señaló que el argumento del presidente en el que mencionaba la exigencia a centros comerciales de construir accesos de ingreso antes de su apertura no era aplicable al caso de Parque Viva pues la demanda de amparo se planteó en una circunstancia diferente pues el recinto llevaba en funcionamiento más de siete años hasta que se le exigió construir tales accesos o presentar un plan de mayor envergadura para abordar los problemas de congestión vial en la zona. Además, se destacó que la demanda de Parque Viva no se limitaba a la construcción de accesos de ingreso, sino que involucraba la solución de problemas de congestionamiento vehicular en La Guácima lo cual era una tarea mucho más compleja y difícil de cumplir, de modo que la exigencia hecha al parque era «infundada» y «arbitraria» pues se le pedía resolver problemas que no eran responsabilidad exclusiva del recinto y que surgían de circunstancias distintas a las que se habían aplicado a otros establecimientos comerciales en situaciones diferentes.
Los jueces criticaron el hecho de que el mandatario hubiese utilizado dos informes (uno del subdirector regional de la Dirección de la Fuerza Pública de Alajuela y otro de la presidenta ejecutiva del INVU) como justificación para el cierre de Parque Viva pues indicaron que no se conocía cuándo, cómo, por qué y por quién se solicitaron esos informes ni cómo llegaron a manos del presidente. Además, el tribunal argumentó que el contenido de esos oficios no podía ser utilizado para desviar la atención de lo que había ocurrido en el caso pues no sirvieron de fundamento para emitir la orden sanitaria que llevó al cierre del recinto y porque no constaba que esos documentos hubiesen sido notificados al representante de Parque Viva, lo que le habría permitido ejercer su derecho a la defensa y el debido proceso.
Para el tribunal si se hubiesen presentado incumplimientos de requisitos por parte de Parque Viva al momento de otorgarse los permisos de funcionamiento como alegó el mandatario lo que procedía era acudir a las vías legales ordinarias y presentar los procesos pertinentes en lugar de utilizar esos informes como base para el cierre del establecimiento, especialmente porque la Municipalidad de Alajuela había desmentido públicamente los aspectos señalados en el informe del INVU. También enfatizaron que toda actuación debía ajustarse al principio de legalidad independientemente del cargo que ostentara el funcionario público.
De seguido la Sala Constitucional destacó que el cierre de Parque Viva se emitió para cualquier tipo de evento (masivo o no) lo cual carecía de fundamento y era improcedente dado que la denuncia inicial se refería a problemas que ocurrían en el recinto cuando se llevaban a cabo actividades masivas. Se hizo ver además que los informes técnicos posteriores emitidos por diversas instituciones también se referían únicamente a eventos masivos y no recomendaban el cierre total del recinto y que hasta el Ministerio de Transportes recomendó la realización de concentraciones masivas de hasta 2400 personas por evento.

Así las cosas lo dispuesto coarta totalmente al Grupo Nación la posibilidad de percibir cualquier tipo de ingresos, a pesar que, como se ha dicho, no existió tampoco fundamento alguno que respaldara la decisión de no permitir eventos de índole masivo.
Sala Constitucional

El tribunal resaltó la celeridad con la que las autoridades del Ministerio de Salud actuaron en respuesta a la denuncia anónima presentada el 5 de julio de 2022 que originó la emisión de la orden sanitaria y el cierre de Parque Viva pues la denuncia fue remitida por la ministra de Salud y las autoridades realizaron una inspección una hora después; además, el Ministerio de Obras Públicas y Transportes emitió un criterio sobre la denuncia el mismo día en que le fue requerido. El panel de jueces manifestó que si bien la Administración Pública estaba obligada a actuar con eficacia, eficiencia y a resolver las denuncias en plazos razonables era «inusual» que se actuara con tanta celeridad en este caso por lo que advirtió al gobierno que con su accionar se establecía «un precedente importante» y esperaba que continuara actuando con diligencia en casos similares en el futuro.
En el fallo se mencionó la noticia publicada el 10 de julio de 2022 en La Nación en la que se informaba que una vecina de La Guácima afirmó que un funcionario de una institución pública le proporcionó un borrador de carta dirigida a la ministra de Salud en apoyo al cierre de Parque Viva, lo que le hacía creer que el gobierno estaba tratando de corregir una situación que ellos mismos habían causado al cerrar el centro de eventos. También se destacó que el presidente mencionó en su informe que la denuncia anónima fue realizada por vecinos de La Guácima a pesar de que al ser anónima no se podía determinar la ubicación geográfica de quienes la habían presentado, aspectos que los magistrados indicaron no constituían una violación de derechos fundamentales, pero los mencionaba para que se tuvieran en cuenta en conjunto con las demás consideraciones expuestas en la sentencia.
En aplicación del examen de razonabilidad y proporcionalidad la Sala determinó que la medida de cierre de Parque Viva para cualquier tipo de actividad careció «de legitimidad, idoneidad, necesidad y proporcionalidad en sentido estricto»:
- Legitimidad: Pues se emitió «de forma atropellada, arbitraria y sin un fundamento certero» que la respaldara dado que los presupuestos fácticos y jurídicos en los que se basó la orden sanitaria no eran exclusivos de Parque Viva y no se demostraron debidamente al momento de emitir la orden, además porque la medida imponía una consecuencia gravosa que no tenía respaldo en el ordenamiento jurídico.
- Idoneidad: Pues los elementos materiales objetivos motivo-contenido no estaban respaldados por pruebas técnicas.
- Necesidad: Pues existían alternativas menos lesivas para alcanzar el mismo objetivo de proteger la salud pública.
- Proporcionalidad en sentido estricto: Pues lesionaba el contenido esencial de otros derechos fundamentales, en particular el derecho a la defensa y al debido proceso.

El Tribunal Constitucional concluyó que si bien era importante proteger la vida, la salud y la integridad de las personas ello no justificaba «la adopción precipitada y desproporcionada» de medidas que afectaban otros derechos fundamentales. Asimismo, indicó que, si bien existían problemas en la red vial cercana a Parque Viva que debían abordarse para garantizar un tránsito seguro en caso de emergencia, esos problemas no podían atribuirse en su totalidad a la empresa ni justificaban imponerle la responsabilidad de resolverlos a través del cierre absoluto de sus instalaciones por considerarlo «una medida drástica y extrema».

#### «Violación indirecta» a la libertad de expresión
En el tercer apartado los magistrados entraron a analizar si el cierre del parque, que ya habían determinado fue «un acto administrativo arbitrario, carente de sustento y, también, desproporcionado» constituía una violación al derecho a la libertad de expresión. Para ello tomaron de nuevo en cuenta los alegatos de la demanda de amparo, la defensa hecha por el presidente y las pruebas incorporadas al expediente.
En primer lugar el tribunal recapituló las declaraciones y manifestaciones de Rodrigo Chaves en contra de medios de comunicación (especialmente La Nación, Canal 7 y CRhoy) e hizo ver que coincidieron en el tiempo con la publicación de noticias en la que se abordaban temas como acusaciones de acoso sexual y la financiación de su campaña política, lo cual concluía representaba un intento de amedrentar e intimidar a la prensa debido a su cobertura. En ese contexto el tribunal señaló que la orden sanitaria emitida contra Parque Viva tenía un impacto indirecto en La Nación pues afectaba negativamente los ingresos de su grupo empresarial y afirmó que le resultaba llamativo que se hubiese girado un día después de que el periódico publicara una nota en la que defendió sus finanzas frente a las declaraciones del mandatario sumado al hecho de que el propio Chaves había reconocido a la Sala que La Nación dependía de Parque Viva para su subsistencia financiera, lo que confirmaba que el cierre del recinto perjudicaba al medio de comunicación.
Teniendo ese cuadro fáctico señalado los magistrados concluyeron que el cierre de Parque Viva sí constituyó una violación indirecta a la libertad de expresión y que las acciones del mandatario eran «un claro e incuestionable aviso girado a La Nación para que se abstenga de incurrir en los hechos ya descritos, sea, la publicación de noticias que perjudiquen la imagen del mandatario o del gobierno en general».

Se castiga, entonces, por lo ya publicado y dado a conocer respecto al mandatario, su partido político y su forma de pretender gobernar, pero, también, se gira una advertencia para que este tipo de noticias no se vuelvan a divulgar a la ciudadanía. Además, es importante hacer notar que este mensaje amenazante que atenta contra la libertad de expresión no sólo se envía al Diario La Nación, sino, también, peligrosamente, al resto de medios de comunicación del país que osen publicar alguna noticia en contra del Presidente y de su gobierno. Así las cosas, es evidente que el cierre de Parque Viva es un mecanismo indirecto, atropellado e ilegítimo que violenta la libertad de expresión. Estado de cosas anterior que proscribe la propia Convención Americana sobre Derechos Humanos en su numeral 13.3 y que, según también aclara, no solo se puede llevar a cabo a través del “abuso de controles oficiales o particulares de papel para periódicos, de frecuencias radioeléctricas, o de enseres y aparatos usados en la difusión de información”, sino también, “por cualesquiera otros medios encaminados a impedir la comunicación y la circulación de ideas y opiniones”. La clausura de Parque Viva, encaja perfectamente en esta última descripción y se convierte así en un ejemplo más, al igual que los citados en el considerando VII de esta sentencia, de cómo se puede violentar indirectamente el derecho fundamental a la libertad de expresión.
Sala Constitucional

Los jueces afirmaron que el cierre de Parque Viva se llevó a cabo «con abuso de poder a través de un mecanismo indirecto, con un propósito claramente distinto al que se señaló» y que eso lo tenían «absolutamente claro». Asimismo, dijeron que ello evidenciaba que, en el caso bajo análisis, se estaba ante lo que ya ese mismo tribunal había resuelto en un voto anterior en 2016 cuando señaló «una forma perversa y antidemocrática de utilizar el poder del Estado para dirigir la opinión, según un sistema de "premio o castigo" a quienes ejercían la libertad de prensa y libre expresión garantizada constitucional y convencionalmente».
El tribunal comparó las acciones de Chaves y su gobierno con las llevadas a cabo por el gobierno de Venezuela al arremeter en contra de Radio Caracas Televisión y cuya actuación fue condenada por la CorteIDH al sostener que no era posible restringir el derecho a la libertad de expresión con fundamento en la discrepancia política que pueda generar al gobierno una determinada línea editorial, y desacreditó la defensa del mandatario de tener derecho a expresar insultos hacia los medios de comunicación:

Ha sido el propio Presidente de la República –funcionario público de más alto rango en nuestro país, con gran poder e influencia–, quien ha hecho las manifestaciones arriba señaladas y a quien si bien le asiste el derecho a opinar lo que piensa, lo cierto es que esto lo debe llevar a cabo bajo ciertos límites en virtud de su investidura y, además, sin vulnerar otros derechos o en demérito de otras libertades igualmente esenciales, sobre todo, en un Estado Democrático de Derecho. A propósito de lo anteriormente consignado, cabe recordarle al mandatario presidencial algo muy importante sobre lo cual esta Sala Constitucional deparó y explicó ampliamente en el considerando VI de esta Sentencia, y es el hecho que los funcionarios públicos que ostentan una alta jerarquía, tal y como es su caso, se encuentran obligados a tolerar, con mayor margen o amplitud, las críticas a la cuales son sometidos y están continuamente expuestos precisamente por el cargo que ostentan y en virtud del interés público que envuelve las actuaciones que llevan a cabo.
Sala Constitucional

De seguido los magistrados alertaron que los hechos denunciados representaban «un quebranto al Estado Constitucional de Derecho» por el que era necesaria su intervención particularmente si tomaban en cuenta que los ataques a los medios de comunicación «suelen ser los primeros objetivos de los sistemas políticos antidemocráticos y autoritarios o, al menos, de aquellos que se encaminan o se dirigen hacia eso».
Por todo ello la Sala concluyó que se violentó el artículo 29 de la Constitución de Costa Rica y el artículo 13.3 de la Convención Americana sobre Derechos Humanos «debido a la censura velada y las restricciones indirectas a la libertad de expresión».

#### Aclaraciones finales
En el último apartado de la sentencia el tribunal hizo saber que no estaba abogando por actuar fuera del marco de la ley, sino por aplicar la ley de manera justa y adecuada. Aclaró que no estaba impidiendo la fiscalización de emprendimientos comerciales, pero exigía que esa fiscalización se realizara de acuerdo con el marco jurídico establecido evitando métodos atropellados y arbitrarios. Asimismo, reconoció la importancia de proteger la vida, la salud y la integridad de las personas, pero enfatizó que las acciones de la administración debían cumplir con el bloque de legitimidad.
Finalmente los jueces aclararon que su sentencia no significaba que las actividades comerciales vinculadas a los medios de comunicación estuvieran exentas de controles legales, sino que el cierre de un negocio con el propósito de silenciar a un medio de comunicación representaba una violación indirecta de las libertades públicas y los derechos fundamentales.

### Parte dispositiva

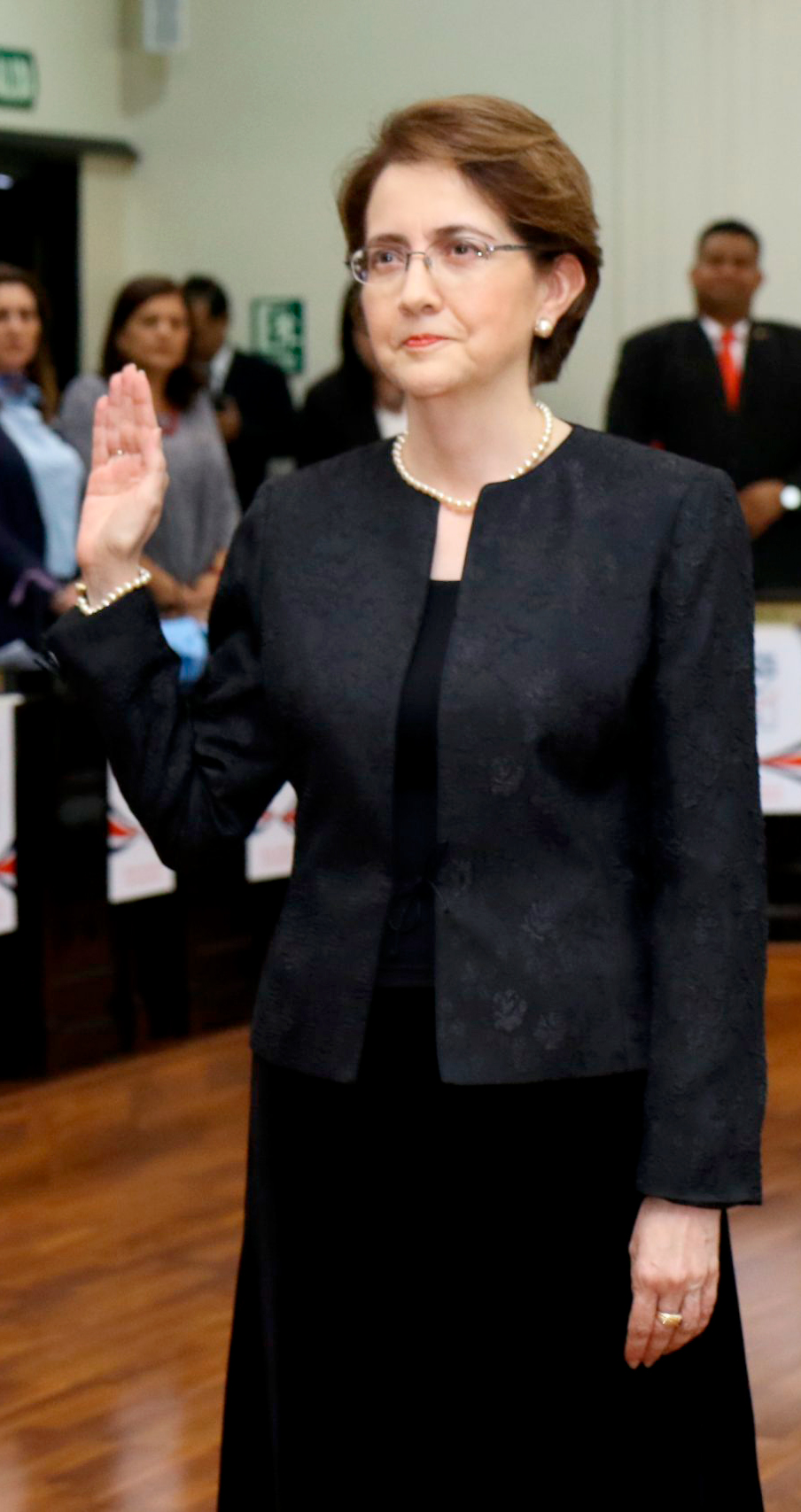
La magistrada Anamari Garro Vargas salvó parcialmente el voto.

La sentencia fue suscrita por los magistrados Fernando Castillo Víquez, Fernando Cruz Castro, Paul Rueda Leal, Luis Fernando Salazar Alvarado, Jorge Araya García y José Roberto Garita Navarro integrando la mayoría, mientras que la magistrada Anamari Garro Vargas emitió un voto salvado parcial.
La mayoría dispuso acoger la demanda de amparo en todos sus extremos anulando la orden sanitaria de cierre del Parque Viva y condenando al Estado al pago de las costas, daños y perjuicios ocasionados con los hechos denunciados. El magistrado Cruz Castro consignó una nota individual respecto a la libertad de opinión y sus distorsiones mientras que el magistrado Salazar Alvarado consignó razones adicionales y agregó que al haberse declarado «con lugar» el amparo que anulaba la orden sanitaria las autoridades denunciadas debían llevar a cabo medidas de coordinación a efectos de ejecutar el plan remedial al que se hizo referencia en el proceso en un plazo de 18 meses, con el propósito de brindar una solución integral a la problemática de congestionamiento vial que afecta a los vecinos de La Guácima.
La magistrada Garro Vargas salvó parcialmente el voto con un escrito de 117 páginas mediante el cual declaró «con lugar» el amparo por sus propias razones respecto de la defensa de la libertad de expresión al considerar que el accionar del mandatario constituía «un acto de censura directa, manifiesta, aunque relativa» y lo declaró «sin lugar» respecto de la anulación de la orden sanitaria por cuanto consideró que lo relativo a ese proceso no podía ser conocido por la jurisdicción constitucional y porque los denunciantes no habían cumplido el requisito de acreditar estar legitimados para litigar a favor de la empresa para la que trabajaban.

## Reacciones

### Al cierre de Parque Viva
- El expresidente de Costa Rica, Miguel Ángel Rodríguez, declaró: «No tengo ningún afecto por La Nación que me persiguió como a nadie: 26 primeras páginas con titulares en mi contra en un mes, incluso una primera página con solo titulares previos en mi contra. Pero esto me parece una barbaridad y un grave peligro».[103]
- La expresidenta Laura Chinchilla Miranda dijo que se unía a la preocupación expresada por Rodríguez: «No se defiende a un medio en particular, sino a nuestro excepcional régimen de libertad de expresión que no ha sido producto del azar, sino del ejercicio permanente de tolerancia por parte de sus gobernantes».[103]
- La diputada Andrea Álvarez Marín del Partido Liberación Nacional calificó de «revanchismo» el cierre del parque y afirmó que atentaba contra la libertad de expresión y de empresa.[104]
- Medios de prensa internacionales hicieron eco del cierre del Parque Viva y lo vincularon con los ataques de Chaves a La Nación.[105][106][107]
- El presidente del Colegio de Periodistas de Costa Rica, Belisario Solano, dijo que «yo, por lo menos en lo personal, considero que no [hay un ataque a la libertad de expresión] porque en realidad estamos hablando de dos cosas distintas».[108]
- La Asociación de Pilotos de Motovelocidad, TCR Motorsport, Piques de Cabezales, Racing Adventure y la Asociación Corredores de Kartismo (ACEK) reportaron «incalculables pérdidas económicas» por el cierre total de Parque Viva.[109]
- El Consejo de Promoción de la Competitividad (CPC) solicitó al Gobierno «respetar los derechos fundamentales y el debido proceso que, por décadas, han caracterizado a Costa Rica, con el fin de garantizar la seguridad jurídica».[110]
- La Sociedad Interamericana de Prensa (SIP) expresó «preocupación por el discurso público del presidente de Costa Rica, Rodrigo Chaves, y las acciones administrativas en contra del diario La Nación y una de sus empresas».[111]
- La Cámara de Industrias de Costa Rica (CICR) declaró que el cierre de Parque Viva «pone en riesgo la seguridad jurídica» y la inversión nacional y extranjera.[112]
- La Cámara de Promotores de Eventos Masivos y Afines (CAPEMA) expresó preocupación tras el cierre: «Luego de dos años de paralización de nuestras actividades con motivo de la pandemia, esta decisión vuelve a poner en riesgo nuestra industria y las fuentes de ingresos de miles de costarricenses que dependen de ella».[113]
- La Federación de Estudiantes de la Universidad Nacional (FEUNA) emitió un comunicado en el que indicaron: «Repudiamos las acciones tomadas por el gobierno de Rodrigo Chaves para retirar el permiso de funcionamiento del Ministerio de Salud al Parque Viva, propiedad del Grupo Nación. Esa medida, por la forma en la que se ha realizado y los hechos previos que se han dado entre el medio y las declaraciones del presidente en días anteriores, representa una clara persecución y una alarmante señal de autoritarismo, matonismo y populismo de parte del gobierno de Chaves».[114]
- La fracción legislativa del Partido Liberal Progresista afirmó que «la premura en la medida adoptada por el Ministerio de Salud pone en riesgo la seguridad jurídica en el país, y por ello pediremos cuentas sobre la orden emitida. Los seis diputados del PLP velaremos por que se resguarden los derechos de los consumidores, pues miles de costarricenses ya habían comprado entradas para eventos que se iban a realizar en esta localidad».[115]

### A la resolución judicial
- Armando González, director de La Nación, afirmó que el fallo «es una sensación de enorme alegría por nosotros, pero sobre todo por el país. La libertad de expresión es un derecho sobre el cual descansan todos los demás… Esperamos el fallo con muchas ansias, pero con una gran certeza de que el resultado sería favorable».
- El director ejecutivo de Grupo Nación, Pedro Abreu, afirmó que el fallo de la Sala Constitucional era un logro para la empresa, el país y su institucionalidad: «El país en el cual vivimos ha sido ejemplar a lo largo de su historia; es un país democrático, con fuerte institucionalidad. Prevalece lo correcto, las leyes, y eso es fundamental para una democracia».[116]
- La Casa Presidencial emitió un breve comunicado de prensa indicando que «el Gobierno continuará defendiendo la salud y la seguridad de la ciudadanía de acuerdo a nuestra Constitución Política».[117]
- Rodrigo Chaves acusó a la Sala Constitucional de realizar una «contorción jurídica» a favor de La Nación: «Es increíble y difícil entender que se ponga en la balanza la salud de los vecinos de La Guácima, mientras que en otro lado se ponga el negocio privado de los permisos masivos en un parque que se construyó sin los permisos correspondientes y con una gran apariencia de ilegalidad, sino evidencia. La balanza se inclinó hacia los intereses».[118]
- El expresidente Carlos Alvarado Quesada declaró que el fallo «es un mensaje inequívoco sobre lo que Costa Rica es y debe seguir siendo».[119]
- El expresidente Luis Guillermo Solís Rivera dijo que esperaba que el gobierno rectificara las decisiones que hubiese tomado utilizando medios técnicos para «revestir evidentes decisiones políticas».[119]
- El presidente del Colegio de Periodistas de Costa Rica, Belisario Solano, declaró que «este fallo marca un hito en la historia jurisprudencial de la Sala, donde aparentemente se sustentaría en criterios y fallos existentes de la Corte Interamericana de Derechos Humanos, que ha dicho de alguna forma que la libertad de prensa y expresión no puede ser amenazada ni siquiera por medios indirectos, la Sala Constitucional por mayoría ha señalado que, este tipo de medidas podría afectar la libertad de prensa y de expresión y como todo fallo judicial, hay que respetarlo»
- La vicepresidenta de la Asamblea Legislativa, Gloria Navas Montero, calificó el fallo como «un pronunciamiento histórico para la jurisprudencia constitucional y los derechos fundamentales costarricenses» y enfatizó que la sentencia demostraba que cuando el gobierno ordenó el cierre de Parque Viva «fue un abuso de poder».[120]
- La jefa de fracción del PLN, Kattia Rivera Soto, dijo que siempre consideraron la necesidad de hacer una defensa del derecho a la comunicación y el derecho a la participación de los diferentes actores, pero que guardaron silencio inicialmente porque no querían entrar en un caso específico de una empresa privada.[120]
- El subjefe del Partido Liberación Nacional (PLN), Óscar Izquierdo Sandí, consideró que la decisión judicial «demuestra un desconocimiento de las leyes por parte del presidente Chaves y de la ministra de Salud, Joselyn Chacón».[120]
- El jefe de fracción del Partido Liberal Progresista (PLP), Eliécer Feinzaig Mintz, declaró que «a mí me parece excelente que el Gobierno promueva el cambio y quiera mejorar las cosas, pero debe hacerlo en el marco del respeto, la legalidad y el debido proceso».[120]
- La diputada Vanessa de Paul Castro de la Unidad Social Cristiana (PUSC) dijo que «la Sala ha tomado una decisión legal y oportuna, y la celebro porque significa fortalecer esa libertad de prensa fundamental para el país, más con el contexto que hoy tenemos».[120]
- El diputado del Frente Amplio, Ariel Robles Barrantes, manifestó preocupación porque «por una sacada de clavo del Gobierno, una cuestión política, ahora es el Estado el que tiene que pagar las costas y los inconvenientes que se hayan generado para el Parque Viva».[120]
- Lisandro Salas, presidente de Street Racing League (empresa que organiza los campeonatos de automovilismo en Costa Rica), dijo que el gremio se encontraba optimista tras la sentencia y que esperaban la notificación de la misma para organizar eventos a finales del año.[121]
- El encargado de la organización de Noches de Piques y Piques de Cabezales, Diego Chavarría, declaró que «es una alegría para todo el gremio del automovilismo. Grupo Nación hizo un gran esfuerzo para poder devolver a los pilotos la oportunidad de competir. Para nadie ha sido fácil, la pérdidas económicas fueron muy grandes y ahora debemos convencer a los corredores y a los patrocinadores de que los eventos continuarán tanto este año como en el 2023».[121]
- El fundador y productor del Rock Fest, Ernesto Adduci, declaró: «A mí me pone muy feliz porque Parque Viva es un lugar óptimo para hacer conciertos en Costa Rica. No hay ningún lugar que tenga las características de Parque Viva. Es un lugar perfecto para nosotros como empresarios, para la industria de la música que necesita espacios de este tipo y no hay ni uno solo que se parezca a Parque Viva».[122]
- El productor de Move Concerts, Andrés Guanipa, calificó la medida como «absolutamente acorde con el derecho. Obviamente esto nunca debió haber pasado. No había necesidad de hacer eso, si se hubiera aplicado el mismo criterio para otros venues, también tuvieron que haber cerrado otros venues».[122]
- Los periodistas que plantearon la demanda de amparo anunciaron que no cobrarían al Estado las costas, daños y perjuicios causados que el Tribunal Constitucional les reconoció en su sentencia.[123][124]
- Una encuesta de OPol Consultores señaló que un 52,8 % de la población estaba en contra de la sentencia de la Sala Constitucional frente a un 30,7 % que dijo estar a favor.[125]